# 廣瀬菜都美
廣瀬 菜都美（ひろせ なつみ、1992年7月29日 - ）は、日本の女優、モデル、リポーター。愛知県名古屋市出身。本名（出生名）も同一。

## 来歴
中学生の頃、『中学生日記』（NHK教育）に出演したことをきっかけに演技に関心を持つ。金城学院大学在学中にミスコンでグランプリを獲得。愛知県名古屋市の魅力をPRする「キラッ都なごやメイツ」に任命され、地元名古屋市のPR活動に励む傍ら、「タレントやモデルになりたいわけではなく実力の備わった本物の役者になりたい」との想いから人生応援劇団パンジャーボンバーズに所属し、役者としての経験を積んだ。2015年春に上京し、「A-team group A-light.」に所属。ドラマやCM、レポーターなど活躍の場を広げ、近年ではeve quick頭痛薬やTOYOTA car shareなどのCMやミュージック・ビデオなどにも多く出演している。

## 人物
「1.よく寝て、よく笑う」「2.家族との時間を大切にする」「3.好きなことをする」を大切にしている。趣味は舞台鑑賞、旅行、ウエイクボード、ヨガ。特技はジャズダンス、コーヒー。

## 出演作品
| タイトル               | 公開日     | 監督       | 役名                 | 選出・受賞                                         |
| ---------------------- | ---------- | ---------- | -------------------- | -------------------------------------------------- |
| 五時のメロディ         | 2023年2月  | 岩田隼之介 | 川崎美咲役（主演）   | 第19回山形国際ムービーフェスティバル2023ノミネート |
| 息、さらす             | 2021年7月  | 岩田隼之介 | ヒロ役               | ドイツハンブルク映画祭 選出                        |
| つめたいあかり         | 2021年5月  | 永岡俊幸   | 青野遥香役           |                                                    |
| スイッチバック         | 2020年3月  | 岩田隼之介 | 岸谷レイ役           | 大府市制50周年記念事業作品                         |
| 伊佐の祓い屋三姉妹     | 2020年2月  | 速水雄輔   | 長女 泉役            |                                                    |
| 億男                   | 2018年10月 | 大友哲史   | 宝くじのお姉さん役   | 大阪アジアン映画祭 選出                            |
| 銀魂                   | 2017年7月  | 福田雄一   | 結野アナウンサー役   |                                                    |
| 唇はどこ？             | 2016年5月  | 長崎修一   | 野原なつ子役（主演） |                                                    |
| プラネタリウムと冬の月 | 2015年10月 | 柿沼岳志   | カラス役             |                                                    |

| タイトル                                | 放送局 | 放送期間            | 役名                   |
| --------------------------------------- | ------ | ------------------- | ---------------------- |
| ライブマニア                            | CBC    | 2025年3月           | オムライスを食べる女役 |
| 被告人 名古屋                           | NHK    | 2024年7月           | 長久手役               |
| 恋せぬふたり                            | NHK    | 2022年2月           | メタ役                 |
| ドラマ10「愛おしくて」                  | NHK    | 2016年1月-          | あやか役               |
| ドラマ10 「全力離婚相談」               | NHK    | 2015年2月           |                        |
| CTYドラマスペシャル～この街に生まれて～ | CTY    | 2014年3月           | 高瀬つぐみ役(主演)     |
| 中学生日記                              | NHK    | 2006年4月-2008年3月 | 廣瀬菜都美役           |

| 番組名                                       | 放送局             | 放送期間    | 担当             |
| -------------------------------------------- | ------------------ | ----------- | ---------------- |
| 地域発見バラエティ「まるっと！ジモナビ」     | ケーブルテレビ可児 | 2014-2016年 | メインレポーター |
| 全国高校野球三重大会特別番組「熱中エール」   | ケーブルテレビ可児 | 2013年7月   | メインレポーター |
| 中学生日記 「生放送、夏祭りスペシャル 2006」 | NHK                |             | 司会             |

| タイトル                                                  | 役柄         | 原作/脚本                         | 演出               | 公演日                 | 会場                          | 主催団体                          |
| --------------------------------------------------------- | ------------ | --------------------------------- | ------------------ | ---------------------- | ----------------------------- | --------------------------------- |
| パコ〜ガマ王子vsザリガニ魔人〜                            | 雅美役       | 後藤ひろひと                      | 平塚直隆           | 2025年2月22日-24日     | メニコン シアターAoi          | TOKAI RADIO                       |
| パコ〜ガマ王子vsザリガニ魔人〜                            | 雅美役       | 後藤ひろひと                      | 平塚直隆           | 2025年3月8日           | サンポートホール高松          | TOKAI RADIO                       |
| タルチュフ〜もしくは、ぺてん師〜                          | エルミール役 | 河田園子                          | 河田園子           | 2024年2月 8日-12日     | 千種文化小劇場                | 文化庁 公益社団法人日本劇団協議会 |
| ヒモのはなし                                              | 明美役       | つかこうへい                      | 久保田創           | 2023年10月17日-29日    | ささしまスタジオ              |                                   |
| 会津わが町流流譚                                          | 大山捨松役   | 鹿目由紀                          | 西川信廣           | 2023年2月2日-5日       | 愛知県芸術劇場 小ホール       | 文化庁 公益社団法人日本劇団協議会 |
| ~ legend of Satomi ~南総里見八犬伝                        | 犬坂毛野役   | 滝沢馬琴/西山諒                   | 西山諒             | 2022年9月29日-10月2日  | 千種文化小劇場                | パンジャーボンバーズ              |
| FICTION                                                   | 廣瀬菜都美役 | 八代将弥a.k.a.SABO                | 八代将弥a.k.a.SABO | 2022年8月6日-7日       | 愛知県芸術劇場 小ホール       | 16号室                            |
| カナワナイレクイエム                                      | 葵衣役       | 外松大河                          | 外松大河           | 2022年3月日-6日        | 千種文化小劇場                | 今日もミルクがこぼれそう          |
| かもめ                                                    | ニーナ役     | アントン・チェーホフ              | 八代将弥           | 2021年12月8日-12日     | 千種文化小劇場                | 文化庁 公益社団法人日本劇団協議会 |
| 日本語私辞典                                              | 私役         | 平塚直隆                          | 平塚直隆           | 2021年8月19日-22日     | ささしまスタジオ              | オイスターズ                      |
| 日本語私辞典                                              | 私役         | 平塚直隆                          | 平塚直隆           | 2021年9月5日           | ふらの演劇工房                | オイスターズ                      |
| 沈殿タイ                                                  | ちーちゃん役 | 八代将弥a.k.a.SABO                | 八代将弥a.k.a.SABO | 2021年5月1日-23日      | G/Pit                         | 16号                              |
| ニュートンのゆりかご                                      | 麻衣役       | 伊沢勉                            | 伊沢勉             | 2021年2月11日-14日     | ささしまスタジオ              | 伊沢勉の会                        |
| 「ざ☆ロードショー」                                       | 桜美緒役     | ばんたくや                        | ばんたくや         | 2020年10月23日-11月5日 | 星が丘ボウル駐車場            | 円盤ライダー                      |
| ラクダ                                                    | 三上役       | 八代将弥a.k.a.SABO                | 八代将弥a.k.a.SABO | 2020年3月1日-22日      | G/Pit                         | 16号室                            |
| OZOZ                                                      | コウノトリ役 | ライマン・フランク・ボーム/西山諒 | 西山諒             | 2019年12月11日-15日    | 栄能楽堂                      | パンジャーボンバーズ              |
| カナリアイロニカル                                        | 黒須ミサ役   | えのもとぐりむ                    | えのもとぐりむ     | 2019年4月11日-15日     | G/Pit                         | ぐりむの法則                      |
| SCANP NINE～桃太郎狂言記〜                                | 星野ムネ役   | 宮谷達也                          | 小森耕太郎         | 2019年7月11日-14日     | 千種文化小劇場                | SCANP                             |
| アイスベリーバグ                                          | 桜井役       | えのもとぐりむ                    | えのもとぐりむ     | 2018年9月7日-9日       | SBGKシブゲキ‼                 | ぐりむの法則                      |
| アイスベリーバグ                                          | 桜井役       | えのもとぐりむ                    | えのもとぐりむ     | 2018年9月21日          | 東別院ホール                  | ぐりむの法則                      |
| 朗読劇「出かける時はいつも」                              | あき役       | えのもとぐりむ                    | えのもとぐりむ     | 2018年7月21-22日       | Art Live Space Special Colors | ぐりむの法則                      |
| ばけもののかくれんぼ                                      | 鳥山春奈役   | えのもとぐりむ                    | えのもとぐりむ     | 2018年5月10日-13日     | 愛知県芸術劇場 小ホール       | SCANP                             |
| 愛のとりなし                                              | 小泉朱里役   | 三浦希紗                          | 佐川秀人           | 2018年4月22日-27日     | CAFE PARK                     | 劇メシ                            |
| 愛のとりなし                                              | 小泉朱里役   | 三浦希紗                          | 佐川秀人           | 2018年4月28日          | THE NEWYORK BAYSIDE KITCHEN   | 劇メシ                            |
| カメレオンラプソディー                                    |              | えのもとぐりむ                    | えのもとぐりむ     | 2018年4月3日-8日       | テアトルBONBON                | ぐりむの法則                      |
| 東京のぺいん                                              | 和泉あき役   | えのもとぐりむ                    | えのもとぐりむ     | 2017年12月6日-11日     | SBGKシブゲキ‼                 | ぐりむの法則                      |
| 月の兎                                                    | 小暮マイ役   | えのもとぐりむ                    | えのもとぐりむ     | 2017年10月17日-22日    | MOMO                          | ぐりむの法則                      |
| 黒い羊の仮説                                              | 内藤逸子役   | えのもとぐりむ                    | えのもとぐりむ     | 2017年7月12日-17日     | 池袋シアターグリーン          | ぐりむの法則                      |
| 楽屋物語～故郷篇～                                        |              | 古屋治男                          | 西山諒             | 2016年7月1日-10日      | 栄能楽堂                      | パンジャーボンバーズ              |
| 廣瀬菜都美 卒業公演「NATSU祭＋α」短編一人芝居『つきもの』 |              | 西山諒                            | 西山諒             | 2015年2月28日-3月1日   | 栄能楽堂                      | パンジャーボンバーズ              |
| ポンたん鍛冶屋とコンたん狐                                | 節姫         | 中井伸弥                          | 西山諒             | 2014年10月3日-12日     | 栄能楽堂                      | パンジャーボンバーズ              |
| パンジャーボンバーズ式リーディングシアター                |              |                                   | 西山諒             | 2014年3月29日-30日     | 栄能楽堂                      | パンジャーボンバーズ              |
| クリスマス大作戦                                          |              |                                   |                    | 2013年12月19日-22日    | 愛知県芸術劇場 小ホール       | パンジャーボンバーズ              |
| Legend of SATOMI -南総里見八犬伝-                         |              | 滝沢馬琴/西山諒                   | 西山諒             | 2013年2月14日-17日     | 愛知県芸術劇場 小ホール       | パンジャーボンバーズ              |
| レトゥルトゥルトゥルセゾンゾンゾン                        |              | 複数                              | 複数               | 2012年7月19日-22日     | 愛知県芸術劇場 小ホール       | パンジャーボンバーズ              |

### CM・企業PV
- 花王 キュレル　Instagram
- マルコメ 世界初かわいい味噌汁/Definition of Japanese Kawaii

### ミュージックビデオ
- 高瀬統也「愛℃」(2024年3月19日)
- 岩佐一成「アイリス」(2023年11月18日)
- 6EYES「時代とおれは本格的に関係なくなってきた」(2023年1月17日)
- 高瀬統也「Make you high」(2022年5月8日)
- Go!go!vanillas「アダムとイヴ」( 2021年3月17日)
- 高瀬統也「All or Nothing」(2020年7月15日)
- Uncle bomb「フォーレンリーフの休暇」(2020年1月14日)
- ゆくえしれずつれづれ「paradise lost」(2018年2月28日)
- MACO 「恋するヒトミ」(2017年5月17日)
- 畑中茜「明日、君と海がみたい」